# Las sergas de Esplandián
 (novembre 2023).
Si vous disposez d'ouvrages ou d'articles de référence ou si vous connaissez des sites web de qualité traitant du thème abordé ici, merci de compléter l'article en donnant les références utiles à sa vérifiabilité et en les liant à la section « Notes et références ».
Las sergas de Esplandián (Les Exploits d'Esplandian) est le cinquième livre d'une série de romans de chevalerie espagnols commencée avec Amadis de Gaule. Il a été écrit par Garci Rodríguez de Montalvo qui est aussi l'auteur du quatrième livre d'Amadis.
La première édition connue date de juillet 1510 à Séville, mais on sait qu'une édition antérieure a été publiée (peut-être à Séville en 1496) puisque le sixième livre de la saga, Florisando paraît en avril 1510.

## Rédaction
À la fin du XVe siècle, García Rodríguez de Montalvo entreprend de remanier les trois premiers livres d'Amadis et de leur donner une suite. Il modernise le récit d'Amadis en y mêlant un idéal d'élégance et de raffinement. Il publie la première édition de ces nouveaux Amadis en 1508. 
Selon une étude de J. M. Cacho Blecua, chercheur à l'Université de  Saragosse, ce récit serait une réécriture de deux textes anciens retraçant les aventures des protagonistes. Le premier est une rédaction primitive composée en Espagne entre 1304 et 1312. Le second texte est réalisé dans la moitié du XIVe siècle. Cette version comprendrait une partie des exploits d'Esplandian.
Entre 1492 et 1506, Montalvo reforme l’œuvre à partir de ces deux bases. Il enlève, raccourcit ou rallonge certains passages, et accentue le côté moralisateur du récit. Il propose une nouvelle œuvre comprenant quatre livres.

## Anecdotes
Certains pensent que le nom de l'actuelle Californie dérive de celui du paradis mythique de Calafia (reine de l'île de Californie) présenté dans Las sergas.